# Marianna Kazanowska
Marianna Kazanowska (Marya Anna) (ur. 27 marca 1643 roku we wsi Fraga, zm. 23 lutego 1687 roku we Lwowie), polska szlachcianka, herbu Grzymała. 
W roku 1658 w wieku lat 15 poślubiła Stanisława Jana Jabłonowskiego, kasztelana krakowskiego i hetmana wielkiego koronnego.
Babka króla Polski Stanisława Leszczyńskiego.

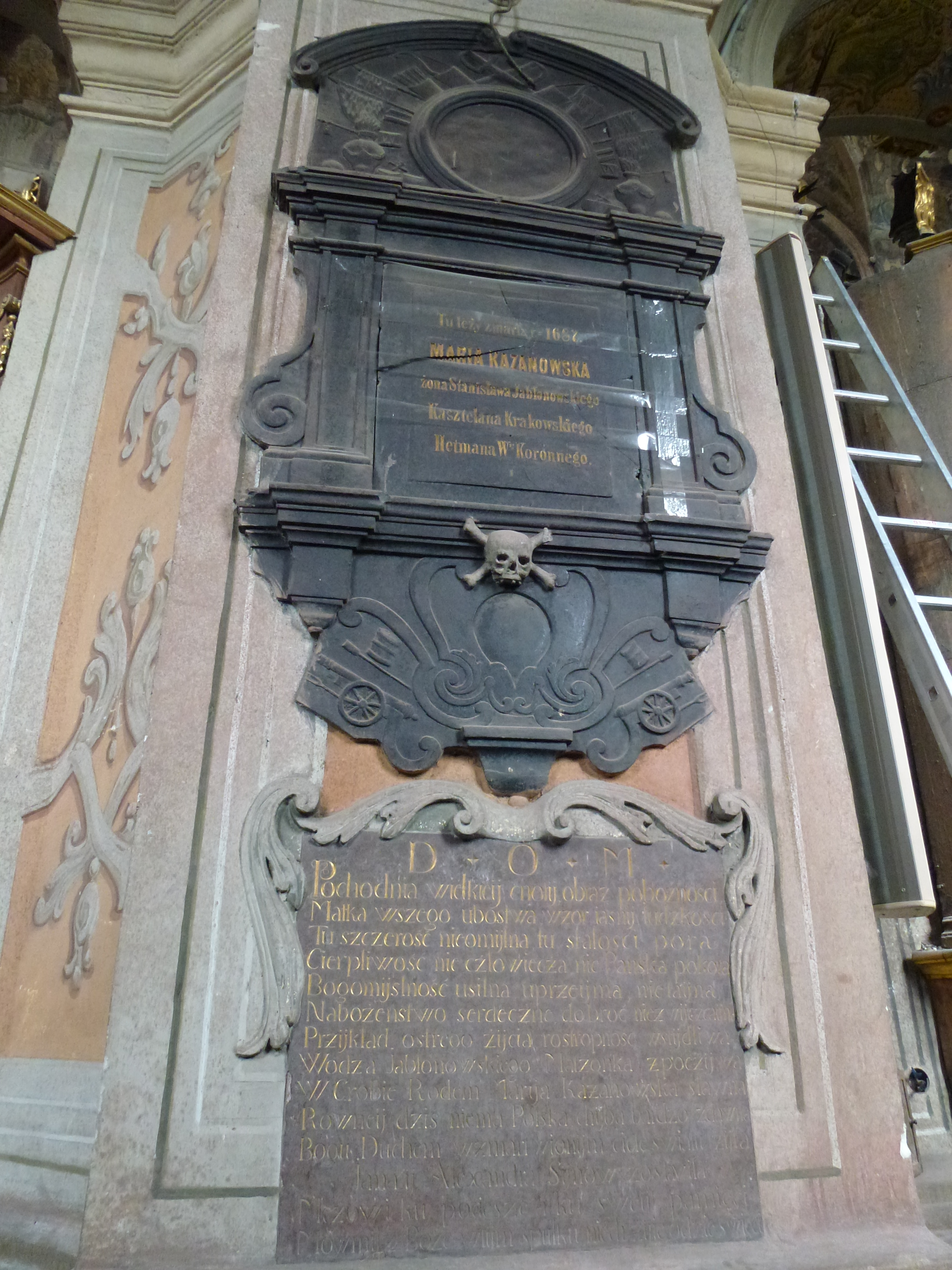